# Organisationsstruktur der SS

Organisationsstruktur der SS und der Polizei im Reichsgebiet

Die Schutzstaffel (SS) wurde am 4. April 1925 als Leibwache für Adolf Hitler gegründet. Von August 1934 bis Mai 1945 bildete sie eine Hitler direkt unterstellte, eigenständige Organisation im Rahmen der Nationalsozialistischen Deutschen Arbeiterpartei (NSDAP), angeführt von Heinrich Himmler, seit dem 6. Januar 1929 Reichsführer SS. Formal unterstand die Schutzstaffel zunächst der Sturmabteilung (SA).
Als paramilitärische Organisation orientierte sich die Struktur der SS an militärischen Verbänden und folgte – wie alle anderen parteilichen und staatlichen Organisationen in der Zeit des Nationalsozialismus – dem Führerprinzip. Bis zum Überfall auf Polen (1. September 1939) waren allerdings 90 % der Gründungsmitglieder altersbedingt aus dem aktiven Dienst der SS ausgeschieden; nur 10 % der Altmitglieder gehörten der SS auch 1945 noch an. Von den 1939 aktiven 260.000 SS-Mitgliedern wurden nach Kriegsbeginn 170.000 oder 60 % zur Wehrmacht und rund 36.000 zur SS-Verfügungstruppe eingezogen. Die übrigen SS-Mitglieder, die vom Kriegsdienst nicht betroffen waren, waren entweder überaltert oder nach damaliger Auffassung auf „unabkömmlichen Posten“ in der öffentlichen Verwaltung oder bei den Polizeikräften eingesetzt.

## Organisation
Die SS verstand sich als „Eliteorganisation“ zur rücksichtslosen Durchsetzung der NS-Rassentheorie und zur Umsetzung der Expansionspläne der NSDAP. Die Organisation war nur für ausgewählte Nationalsozialisten zugänglich; ein wie auch immer gearteter Zwang zum Beitritt existierte nicht. Die Unterwerfung unter die Befehle und Vorschriften erfolgte zumeist freiwillig, da die Zugehörigkeit zur SS seit der Machtübernahme 1933 mit Privilegien und Macht verbunden war und in nationalsozialistischen Kreisen als „Ehre“ galt – nach dem Wahlspruch „Meine Ehre heißt Treue“. Seltenes abweichendes Verhalten wurde mit Gewalt bis hin zu Mord geahndet. Auch wenn es in den SS-Totenkopfverbänden der Konzentrationslager Aufseherinnen „im SS-Gefolge“ gab, nahm dieser äußerst patriarchalische Verband ausschließlich Männer auf.
Charakteristisch für die Organisationsstruktur der SS war weiterhin das Prinzip der doppelten Unterstellung. Das bedeutete, dass ein untergeordneter Rang zwei (oder mehr) übergeordneten Instanzen unterstellt war. Beispielhaft für dieses Prinzip ist das Unterstellungsverhältnis der Kommandantur-Angehörigen in den Konzentrations- und Vernichtungslagern. Diese waren in der Regel disziplinarisch dem KZ-Kommandanten unterstellt, empfingen ihre „fachlichen“ Weisungen jedoch von der funktionsmäßig übergeordneten Abteilung in der Inspektion der Konzentrationslager. Das Prinzip der doppelten Unterstellung wurde üblicherweise nur für höhere Ränge angewendet. Die SS-Führer, die zwei verschiedenen SS-Verwaltungseinheiten unterstellt waren, genossen durch das dadurch entstehende diffuse Kompetenzverhältnis relativ große Freiheiten, waren aber zugleich einer stärkeren Kontrolle ihrer „politischen Zuverlässigkeit“ und „Effizienz“ ausgesetzt.

## Organisationsentwicklung

### Die Anfänge (1925–1933)
Bereits im Frühjahr 1925 wurden bei der späteren SS erste Organisationsstrukturen eingeführt, die auf den damaligen Strukturen der SA fußten. Auf dem Reichsparteitag 1926 hatte der Anfang April 1925 aufgestellte Saal-Schutz der NSDAP bereits so viele Mitglieder, dass ihm dort am 9. November die ersten vier Standarten verliehen werden konnten. Am selben Tag wurde der Saal-Schutz auch offiziell in Schutzstaffel umbenannt.
Im Jahr 1929 umfasste die SS bereits 22 Standarten. Diese waren sowohl zentral wie auch regional organisiert. Jene Standarten, die der SS-Oberleitung unterstellt waren, wurden zentral verwaltet; auf ihren Mannschaftsbestand hatte der Reichsführer SS direkten Zugriff. Das betraf 1929 insgesamt 12 Standarten.
Hinzu kamen die regionalen SS-Standarten. Diese waren:
1. die zwei Standarten des SS-Gaus Berlin-Brandenburg (teils mit Mecklenburg),[3] (Leitung seit 1926, seit 1928 als SS-Standartenführer, Kurt Wege)
2. die vier Standarten des SS-Gaus Franken,
3. die drei Standarten des SS-Gaus Niederbayern (SS-Gau-Führer für Niederbayern war 1926–1930 Heinrich Himmler, der ab 1927 auch Stellvertretender Reichsführer SS wurde),
4. die vier Standarten des SS-Gaus Oberbayern (SS-Gau-Führer für Oberbayern war von 1929 bis zum 31. Oktober 1931 Rudolf Heß),
5. die fünf Standarten des SS-Gaus Rheinland-Süd und
6. die vier Standarten des SS-Gaus Sachsen.

Die SS-Gau-Führer agierten über die ihnen zugeordneten SS-Standarten autonom und waren bis Ende 1928 der SS-Oberleitung nur formal unterstellt. Dieses änderte sich erst im Januar 1929, als Heinrich Himmler als Reichsführer SS eingesetzt wurde. Mit dem Antritt Himmlers wurden alle bestehenden Standarten dessen zentralem Kommando unterstellt.
Dieser führte unverzüglich eine neue SS-Ordnung ein, die bis Ende 1930 Bestand hatte. So gab es neben dem SS-Oberstab nun drei SS-Oberführerbereiche, die wie folgt verteilt waren:
1. Bereich „Ost“ (SS-Brigaden Berlin-Brandenburg, Ostpreußen und Schlesien mit insgesamt 8 Standarten)
2. Bereich „West“ (SS-Brigaden Hessen-Nassau, Rheinland-Nord, Rheinland-Süd, Südhannover-Braunschweig und Thüringen mit insgesamt 16 Standarten)
3. Bereich „Süd“ (SS-Brigaden Baden, Württemberg, Franken, Niederbayern, Oberbayern-Süd und Österreich mit insgesamt 7 Standarten)

1931 wurde die Schutzstaffel nicht nur in allen Bereichen ausgedehnt, sondern es wurde auch eine andere Struktur aufgebaut, die bis zur Machtübernahme 1933 Bestand hatte und auch unter der Bezeichnung Reichsleitung SS bekannt war:
SS-Oberstab:
1. SS-Amt
2. SS-Zentralkanzlei
3. SS-Personalabteilung
4. SS-Verwaltungsabteilung
5. SS-Sanitätsabteilung
6. SS-Führungsstab (1932)
7. SS-Verbindungsdienst (1933)
8. SS-Sicherheitsdienst (1931)
9. SS-Rasseamt

Ab 1930 wurde die interne Verwaltung der SS völlig umstrukturiert. Es wurde eine Ordnung eingeführt, die sich sehr eng an die der SA anlehnte. Des Weiteren wurden die Rangabzeichen der SA komplett übernommen und nun eigenständige Uniformen eingeführt. Die SS begann nun, sich durchweg in Schwarz zu kleiden und sich dadurch auch optisch von der SA abzuheben. Himmler wollte damit der obersten SA-Führung zeigen, dass er sich nicht mehr als deren Untergebener sah, sondern als gleichberechtigter Partner.
Im März 1933 wurden in Berlin 120 ausgesuchte SS-Männer unter der Führung Sepp Dietrichs bewaffnet. Diese übernahmen den Wachdienst innerhalb der Reichskanzlei, während draußen noch die Doppelposten der Reichswehr standen. Diese 120 Mann – viele von ihnen gehörten schon 1923 dem Stoßtrupp Adolf Hitler an – wurden anfänglich als SS-Stabswache Berlin bezeichnet, doch nur kurze Zeit später waren sie als Leibstandarte SS Adolf Hitler bekannt.
Andere SS-Einheiten wurden ebenfalls über Stabswachen zu SS-Sonderkommandos und später in Politischen Bereitschaften zusammengefasst und ebenfalls bewaffnet. Zu diesem Zweck erhielten sie den Rang einer offiziellen Hilfspolizei.

### Umstrukturierungen nach 1934
Im September 1934 wurden die Leibstandarte SS Adolf Hitler und die Politischen Bereitschaften durch Hitler zur SS-Verfügungstruppe (kurz: Verfügungstruppe) zusammengefasst. Diese war eine kasernierte Sonderformation der SS, die ständig unter Waffen stand und nach den strengen Richtlinien der Wehrmacht ausgebildet wurde.
Im Dezember 1934 führte Heinrich Himmler die Umbenennung der eigentlichen Schutzstaffel in Allgemeine SS durch. In einem Tagesbefehl vom 14. Dezember 1934 wies der Reichsführer SS an, dass unter dem Begriff der Allgemeinen SS „die bisherige aktive SS“ sei, deren Angehörige nicht kaserniert seien. Darüber hinaus wurde nun innerhalb der aktiven SS unterschieden in a.) Aktive SS und b) SS-Reserve. Als SS-Verfügungstruppe definierte Himmler die bisherigen Politischen Bereitschaften einschließlich der Leibstandarte SS Adolf Hitler. Die bisherigen und gemäß dem Befehl RFSS 10/096558 vom 29. November 1934 aufgeführten Sondersturmbanne der SS wurden zeitgleich in SS-Wachverbände (SS-Wachsturmbanne und SS-Wachstürme) umbenannt.
Die Allgemeine SS blieb damit weiterhin eine Organisation des Vereinsrechtes und Vollorganisation der NSDAP, deren Mitglieder (bis auf ca. 10.000 hauptberuflicher SS-Führer) überwiegend nur aus Berufstätigen bestand, die ihren Dienst in der SS freiwillig und unentgeltlich nach Feierabend versahen. Adolf Hitler verfügte am 17. August 1938, in einer als „geheime Kommandosache“ eingestufte „Abgrenzung zwischen den bewaffneten SS-Verbänden gegenüber der Polizei und der Wehrmacht“, bezüglich der Allgemeinen SS: „Die SS in ihrer Gesamtheit, als eine politische Organisation der NSDAP, bedarf für die ihr obliegenden politischen Aufgaben keiner militärischen Ausbildung. Sie ist unbewaffnet. […]“ Es war jedoch vorgesehen, dass Angehörige der Allgemeinen SS im Kriegsfall der Wehrmacht zur Verfügung standen. Den bewaffneten SS-Verbänden, genauer den Ergänzungseinheiten der Totenkopfverbände sowie den Ergänzungsinheiten der Verfügungstruppe, oblag es nun ab 1939, in Friedenszeiten die vor- und nachmilitärische Schulung von Angehörigen der Verstärkten SS-Totenkopfstandarten (Polizeiverstärkung) durchzuführen. Während bei den Totenkopfverbänden diese Schulungen in einem der drei Übungslager (Dachau, Sachsenhausen, Buchenwald) stattfanden, führte die SS-Verfügungstruppe die Schulungen der Angehörigen der Allgemeinen SS in den Schulungsräumen ihrer Kasernen aus.
Die finanzielle Versorgung der Allgemeinen SS, deren hohe Ansprüche kaum von den Mitgliedsbeiträgen getragen werden konnten, oblag den privatrechtlichen Vereinen „Freundeskreis Reichsführer SS“ und der „Organisation der Fördernden Mitglieder der SS“. Durch die Errichtung von Konzentrationslagern und der Ausbeutung der dort Inhaftierten und den Verleih der Gefangenen an Firmen konnte sich die SS rasch ein lukratives Wirtschaftsimperium aufbauen. Den Anfang machten die Gewinne der Handwerksbetriebe in den  Konzentrationslager in Dachau. Hinzu kamen Liegenschaften aus Arisierungen, Diebstahl von Kunstgegenständen und Bargeld etc.
Ebenfalls wurden 1934 die „SS-Junkerschulen“ unter dem damaligen SS-Standartenführer Paul Hausser gegründet, die die Offiziersausbildung der SS-VT unter den Richtlinien der Wehrmacht durchführte.
Zwischen 1935 und Anfang 1945 erschien die von Gunter d’Alquen geleitete und wöchentlich erscheinende, antisemitische SS-Zeitung „Das Schwarze Korps“. Es handelte sich um die auflagenstärkste Wochenzeitung nach der von Joseph Goebbels herausgegebenen „Das Reich“.

### Umstrukturierungen zwischen 1939 und 1941/42
Bereits Ende 1934 hatte der damalige Chef der Heeresleitung Himmler zugestanden, dass dieser eine sogenannte SS-Polizei-Verstärkung aufstellen und diese in Höhe von 25.000 Mann aus den Reihen  der Allgemeinen SS ziehen dürfe. Allerdings mussten die Angehörigen dieser Polizeiverstärkung bereits ihrer Wehrpflicht in der Wehrmacht nachgekommen und zwischen 35 und 45 Jahre alt sein. Während ihrer Zugehörigkeit ruhe das Verfügungsrecht der Wehrmacht im Mobilmachungsfalle.
Am 17. August 1938 griff Adolf Hitler diese erteilte Zustimmung der Heeresleitung auf und erklärte in einer als „Geheime Kommandosache“ deklarierten „Führerverfügung“:

„1.) Die Verstärkung der SS-Totenkopfverbände ist eine Polizeitruppe, die im Bedarfsfall auf meinen Befehl, im Mob.Fall jedoch grundsätzlich aufgestellt und bewaffnet wird.
2.) Ihre Stärke bestimmt der Reichsführer-SS und Chef der Deutschen Polizei innerhalb der Gesamtstärke aller Polizeieinheiten, die ich für das Reichsgebiet festsetzen werde.
3.) Organisation, Kräfteverteilung, Bewaffnung und Ausbildung der Verstärkung der SS-Totenkopfverbände richten sich ausschliesslich nach den an sie herantretenden polizeilichen Aufgaben. Die Verantwortung für die volle Einsatzfähigkeit in dieser Beziehung trägt der Reichsführer-SS und Chef der Deutschen Polizei, der mir — bezüglich Bewaffnung und Ausrüstung nach vorherigem Benehmen mit dem Oberkommando der Wehrmacht — entsprechende Vorschläge zu machen hat.
4.) Die Ausbildung der für den Kriegsfall vorgesehenen Verstärkung der SS- Totenkopfverbände im Alter zwischen 25 und 35 Jahren erfolgt im Frieden durch die Ergänzungseinheiten der SS-Totenkopfverbände (vergl. C 2).
5. ) Die Geldmittel für die Ausbildung der Verstärkung der SS-Totenkopfverbände werden durch das Reichsinnenministerium beim Oberkommando der Wehrmacht als R.V.-Sondermittel angefordert.“

Im Oktober 1939 wurde begonnen, aus den bisherigen SS-Totenkopfstandarten I–III die SS-Division „Totenkopf“ aufzustellen, wofür das KZ Dachau zeitweise geräumt und dessen Häftlinge auf andere Konzentrationslager verteilt wurden. Damit wurde Hitlers Aussage vom 17. August 1938 obsolet, als er gegenüber der Wehrmachtsführung erklärte:

„1.) Die SS-Totenkopfverbände sind weder ein Teil der Wehrmacht noch der Polizei. Sie sind eine stehende bewaffnete Truppe der SS zur Lösung von Sonderaufgaben polizeilicher Natur, die zu stellen ich mir von Fall zu Fall vorbehalte.
Als solche und als Gliederung der NSDAP sind sie weltanschaulich und politisch nach den von mir für die NSDAP und die Schutzstaffeln gegebenen Richtlinien auszuwählen, zu erziehen und durch Einstellung von SS-tauglichen Freiwilligen, die ihrer Wehrpficht grundsätzlich in der Wehrmacht genügt haben, zu ergänzen.
Besondere Ausnahmefälle unterliegen der Zustimmung der Wehrmacht. Sie unterstehen dem Reichsführer-SS und Chef der Deutschen Polizei, der mir für ihre Organisation, Ausbildung, Bewaffnung und volle Einsatzfähigkeit verantwortlich ist.
Der Reichsführer-SS und Chef der Deutschen Polizei wird ermächtigt, im Einvernehmen mit dem Oberkommando der Wehrmacht geeignete Freiwillige der Wehrmacht vor ihrer Entlassung zu werben.Die Dienstverpfichtung der Unterführer und Männer beträgt 12 Jahre.
Die beim Heer verbrachte Dienstzeit ist anzurechnen. Die notwendige Dienstzeitversorgung bleibt einer späteren Regelung vorbehalten.“

Mit den „Sonderaufgaben polizeilicher Natur“ meinte Hitler das Betreiben und die Bewachung von Konzentrationslagern. Im Zuge der Umstellung der bisherigen SS-Totenkopfstandarten und deren Reorganisation in einen militärischen Kampfverband, wurden jüngere Angehörige dieser Standarten abgezogen und in die sich herausbildende SS-Totenkopf-Division eingegliedert. An deren Stelle kamen Angehörige aus Reihen der SS-Stammabteilungen, die bereits das 45. Lebensjahr überschritten hatten. Dort bildeten sie zusammen mit älteren Angehörigen der bisherigen Lager-SS sogenannte SS-Totenkopf-Sturmbanne, die nun einem bestimmten Konzentrationslager zugeordnet waren.
Noch im Oktober 1939 wurde vonseiten Himmlers begonnen, neue SS-Totenkopfstandarten aufzustellen. Gehörte zuvor die turnusmäßige Bewachung der Konzentrationslager durch die einzelenen Sturmbanne der Standarten, so entstanden bis zum 24. April 1940 die Verstärkten SS-Totenkopfstandarten (Polizeiverstärkung) V–XVI. Diese waren exiplit nicht mehr für das Betreiben und für die Bewachung von Konzentrationslager vorgesehen, sondern wurden von Anfang an wie (leichte) Infanterieregimenter aufgezogen.
Am 18. Mai 1939 hatte Hitler gegenüber der Wehrmachtführung noch erklärt, dass die SS-Verfügungstruppe auf insgesamt nur 20.000 Mann besitzen dürfe und nach Abschluss ihres Aufbaus zur SS-Division zusammengefasst werden solle. Bereits vier Monate revidierte Himmler diese Aussage nach Gesprächen mit dem Chef der Ordnungspolizei sowie dem Führer der SS-Totenkopfverbände. Er bestimmte nun, „dass die in den SS-Totenkopfverbänden und in den Verbänden der Ordnungspolizei befindlichen Wehrpflichtigen jüngere Jahrgänge für die Dauer des mobilen Verhältnisses geschlossen mit ihren Führern und Unterführern, soweit sie für die Verwendung von Kampftruppen vorderer Linie geeignet erscheinen, zu Regimentern zusammengefasst und nach Aufstellung bzw. Ausstattung mit den fehlenden Divisionstruppen möglichst zu Kampfdivisionen geformt und ausgebildet werden.“
Bereits im September 1939 genehmigte Hitler dem Reichsführer SS Himmler, zur Vergrößerung der kämpfenden SS-Einheiten die Anwerbung sogenannter „weißer Jahrgänge“ (1921–1922), ungedienter Freiwilliger für die Verstärkten SS-Totenkopfstandarten. Da diese offiziell als Polizeiverstärkungseinheiten formierten, waren sie letztlich nicht an die von Hitler an die Wehrmachtsführung fest zugesagten Kontigentierungszahlen gebunden. So ließ die damalige Reichsführung SS am 19. September 1939 in Pressemitteilungen verkünden:

„Die SS-Totenkopfstandarten stellen einmalig eine beschränkte Anzahl von Freiwilligen der Jahrgänge 1921 und 1922 ein. Bedingungen: Volle SS-Tauglichkeit, Mindestgröße 168 cm mit 17 Jahren, 12jährige Dienstzeitverpflichtung.
Die Bewerber dürfen von der Wehrmacht noch nicht ausgehoben sein und keinen freiwilligen Annahmeschein in der Wehrmacht besitzen, bei Eignung in die Führerlaufbahn. Spätere Übernahme in den Dienst der Polizei (einschließlich Geheime Staatspolizei), mittleren oder gehobenen Staatsdienst oder Einsatz als Wehrbauer.“

Gleichzeitig wurde das Mindestalter von 25 Jahren aufgehoben und die Altersgrenze wurde (wieder) auf 17 Jahre herabgesetzt. Gleichzeitig wurde damit auch die, der Wehrmacht im August 1938 zugesicherte, Mannschaftsstärke von 25.000 Mann überschritten. 
Mit Wirkung vom 1. August 1940 wurden die Verstärkten SS-Totenkopfstandarten (Polizeiverstärkung) in die Waffen-SS überführt, welche sogleich begann, für geeignete Angehörigen dieser Standarten Anreize zu deren Versetzung in die SS-Verfügungstruppe zu setzen: Im Sommer 1940 wechselten allein 600 von diesen zur Leibstandarte SS Adolf Hitler über. Aus den bisherigen Verstärkten SS-Totenkopfstandarten wurden im Zuge der einheitlichen Ausrichtung sämtlicher Waffen-SS-Einheiten SS-Totenkopf-Infanterie-Regimenter (mot.); überzählige Freiwillige wurden zudem in Sonderbataillone organisiert, von denen das SS-Wach-Bataillon „Böhmen–Mähren“ eines war. Insgesamt betraf diese Reorganisation etwa 35.000 Mann.
Aus den verbliebenen Angehörigen der Verstärkten SS-Totenkopfstandarten wurden, durch Ergänzung durch Notdienstverordnung zugeführte ältere Jahrgänge der Allgemeinen SS (über 45 Jahre alt mit militärischer Erfahrung) wurden sogenannte SS-Totenkopf-Sturmbanne (auch SS-Totenkopf-Wachsturmbanne) gebildet. Diese wurden zur Bewachung alter und neuer Konzentrationslager herangezogen und umfassten bis 1945 etwa 70.000 Wachen, zu denen ab 1942 auch große Kontinente „Volksdeutscher“ aus dem südöstlichen Europa traten: Am 1. September 1942 umfasste der Komplex Konzentrationslager 12.637 SS-Angehörige, die bis Jahresende auf 16.842 Personen aufgestockt wurden. Noch am 30. Juni 1941 hatte der Mannschaftsbestand dort noch rund 7200 betragen, die im Oktober bereits durch die Waffen-SS angeworbenen sowjetischen Kriegsgefangenen (zumeist aus Lettland, Litauen und der Ukraine) ergänzt wurden, nachdem diese im SS-Ausbildungslager Trawniki (Distrikt Lubin) eine entsprechende Ausbildung durchlaufen hatten. Dieser Personenkreis umfasste rund 5000 Personen.
Als Teil der IKL (und der späteren Amtsgruppe D im SS-Wirtschaft-Verwaltungshauptamt der SS) trugen die Angehörigen der SS-Totenkopf-Sturmbanne die Bezeichnung SS-Totenkopf-Sturmbann KL Auschwitz usw., darüber hinaus verfügten sie über die aktuelle Uniformen und Soldbücher der Waffen-SS. Besonderes Uniformkennzeichen war, dass diese auf dem rechten Kragenspiegel das Divisionsabzeichen der SS-Division „Totenkopf“ (den Totenkopf über gekreuzten Knochen), jedoch war ihnen die Führung von Ärmelbändern usw. untersagt. Darunter fielen die Ärmelbänder mit den Aufschriften „Oberbayern“, „Brandenburg“, „Thüringen“ oder „SS-Totenkopfverbände“ und „Totenkopf“: Letzterer wurde ausschließlich von regulären Soldaten der Division getragen, die sich dort im Kriegseinsatz befanden; erstere wurden von älteren Divisionsangehörigen als „Traditionsabzeichen“ verwendet.
Mit der endgültigen Eingliederung dieser Sturmbanne in die Waffen-SS, welche 1942 mit Auflösung der bisherigen IKL und der Unterstellung ihrer Organisationsstruktur in das Wirtschaft-Verwaltungshauptamt abgeschlossen war, wurden diese nicht mehr durch das Polizei-, sondern durch das Reichsetat finanziert und besoldet.

### Die SS und die Polizei („Staatsschutzkorps“)
Himmler begann ab 1933 seine Macht stetig auszubauen. Bereits kurz nach dem Machtantritt der Nationalsozialisten wurde er zum Chef der Bayerischen Politischen Polizei (BPP) ernannt. Deren Reorganisation in Bayern wurde zum Muster der Koorganisation von SS, SD und Kriminalpolizei im Deutschen Reich.
1934 wurden die „Politischen Polizeien des Deutschen Reiches“ von Hermann Göring zur Gestapo zusammengefasst und Himmler wenig später zu deren Chef ernannt.
Am 17. Juni 1936 wurde Himmler die gesamte Polizei des Reiches unterstellt. Er übte diese zweite und staatliche Funktion in Personalunion aus, seine Bezeichnung wurde im Erlass des Reichsministerium des Innern vom 17. Juni 1936 vorgeschrieben: „Der Reichsführer SS und Chef der Deutschen Polizei im Reichsministerium des Innern“ (Punkt 4) – in der Abkürzung als RFSSuChdDt.Pol. bekannt. Himmler war in seiner Funktion als Chef der staatlichen Polizei dem Minister „persönlich und unmittelbar unterstellt“ (Punkt 2), er vertrat den Minister (nur) im Polizeibereich in dessen Abwesenheit (Punkt 3) – RGBl. I S. 478.
Himmler ordnete per Erlass des RMdI vom 26. Juni 1936 die staatliche Polizei neu, sie wurde zentralisiert und auf zwei Hauptämter im Ministerium des Innern aufgeteilt: Die politische Polizei wurde im Hauptamt Sicherheitspolizei zusammengefasst und bestand aus Geheimer Staatspolizei (Gestapo) und Kriminalpolizei, die Leitung übertrug Himmler in Personalunion SS-Obergruppenführer Reinhard Heydrich und somit dem Chef des SS-Sicherheitsdienstes (SD). Falls ein Beamter der Gestapo oder Kriminalpolizei auch SS-Angehöriger war oder einen Antrag zur Aufnahme stellte, wurde er automatisch in den SD übernommen und trug damit Uniform. Beide Ämter (Sicherheitspolizei und SD) wurden 1939 kurz nach Kriegsbeginn auch organisatorisch im Reichssicherheitshauptamt (RSHA) zusammengeführt. Die uniformierte Polizei (Schutzpolizei, Gendarmerie, Gemeindepolizei) wurde im Hauptamt Ordnungspolizei zusammengefasst, die Adresse blieb jene des Ministeriums, als Chef wurde der General der Polizei Kurt Daluege bestellt. Wenn ein uniformierter Polizeibeamter zugleich SS-Angehöriger war oder wurde, konnte er seine Zugehörigkeit „nur“ durch eine aufgenähte SS-Rune unterhalb der linken Brusttasche zeigen. Allerdings bedurfte die Trageberechtigung des im Mai 1937 eingefügten Abzeichens („Abzeichen für SS-Angehörige“) einer besonderen Verleihung. Das Abzeichen bestand zwei handgestickten Sig-Runen auf einer der Außenkontur beruhenden Unterlage in den Maßen 4 × 4 cm in den Grundfarben des Bekleidungsstücks. Die SS-Runen waren zunächst aus weißem Batist, ab März 1938 aus aluminiumfarbenen Metallgespinnst. Ab August 1943 durfte dieses Abzeichen nicht mehr von Generalen getragen werden.
Angehörige der Ordnungspolizei durften, wenn diese bereits vor dem 30. Januar 1933 der NSDAP oder einer ihrer Gliederungen bzw. einer ihrer angeschlossenen Verbände beigetreten waren, ab Oktober 1942 den SS-Ehrenwinkel zur Uniform tragen. Im Zuge seiner Planung, alle als Polizei und Polizeiähnlich aufgefassten Organisationen einschließlich der Sicherheitspolizei und des Reichssicherheitshauptamtes zu einem sogenannten Staatsschutzkorps zusammenzufassen, verfügte Himmler 1942, dass ab Juli alle in den Polizeikräften eingesetzten Generale und die im Generalsrang befindlichen Verwaltungsbeamten neue Kragenspiegel nach SS-Muster zu tragen hätten. Diese bestanden aus hellgrünem Abzeichentuch mit Goldstickerei, welche ab August die bisherigen Arbareskenstickerei ablösen sollten. Diese Regelung galt auch für Sanitätsdienst- und Veterinäroffiziere im Generalsrang. Im Januar/Februar 1943 folgte die Verfügung, dass nun auch alle anderen uniformierten Angehörigen der Ordnungspolizei SS-ähnliche Dienstgradabzeichen zu tragen hätten, Ausnahme stellte nur die Wasserschutzpolizei dar. Abweichend zur SS sollte die uniformierte Polizei diese Dienstgradspiegel in der jeweiligen Grundfarbe des betreffenden Dienstzweiges geführt und auf beiden Kragenseiten getragen werden. Die neuen Spiegel sollten an Offiziere und Verwaltungsbeamte ab April, an Mannschaften und Unterführer der Polizeieinheiten ab Juli und des Einzeldienstes ab Oktober 1943 ausgegeben werden. Die Schulterstücke waren von der Änderung nicht betroffen. Die vollständige Einführung dieser SS-ähnlichen Dienstgradabzeichen wurde aufgrund der allgemeinen und kriegsbedingten Schwierigkeiten, aber auch durch erheblichen Widerstand innerhalb der Ordnungspolizei mehrfach zurückgestellt und dann im August 1943 auf unbestimmte Zeit verschoben. Die Generale und Verwaltungsbeamte im Generalsrang, aber auch die Polizeidirektoren und Polizeipräsidenten im Rang eines Oberst trugen die Spiegel mit einem oder zwei Eichenblättern. Ebenso die Obersten aller Polizeisparten und Ministerialräten, die zum SS-Oberführer ernannt wurden, die SS-typischen Rangabzeichen mit zwei Eichenblättern. Diese genannten Gruppen von Polizeioffizieren und die ihnen gleichgestellten Verwaltungsbeamten verwendeten die neuen Dienstgradabzeichen bis Kriegsende 1945. An die übrigen Angehörigen der Ordnungspolizei wurden die neuen Dienstgradspiegel nur in Einzelfällen ausgegeben und auch nur dann, wenn die Betreffenden gleichzeitig in der SS und dort berechtigt waren, die kombinierten SS- und Dienstgradbezeichnungen zu führen.
Im Großen und Ganzen verlief die von Himmler längerfristig geplante „Verschmelzung“ der SS mit der Polizei erfolglos: Am weitesten konnte diese fast vollständig im Bereich der Sicherheitspolizei mit der Schaffung des Reichssicherheitshauptamtes (RSHA) umgesetzt werden, derweil die Ordnungspolizei weiterhin im Ministerium des Inneren verankert blieb. Für den gesamten Polizeibereich galt, es behielten oder erhielten nur jene Führungspositionen, die auch der SS angehörten. Eine weitere Zwischenstelle wurde im Vorfeld der Kriegspläne geschaffen. Das Ministerium des Innern etablierte in Absprache mit der Wehrmacht am 13. November 1937 mit Erlass die Position eines Höheren SS- und Polizeiführers (HSSPF), der im Mobilisierungsfall SS und Polizei zu koordinieren hatte. Mit dieser für beide Organisationsbereiche zuständigen Zwischenstelle erhielt Himmler im Krieg direkten Zugriff auch auf die Ordnungspolizei.
1943 wurde Himmler auch Reichs- und preußischer Minister des Innern sowie Generalbevollmächtigter für die Reichsverwaltung. Den Titel Reichsführer SS und Chef der Deutschen Polizei führte er nun ohne den Zusatz „im Reichsinnenministerium“.

## Die „SS-Dienstalterslisten“
Zwischen August 1934 und November 1944 erschienen im Auftrag der SS-Personalabteilung bzw. des späteren SS-Personalhauptamtes die sogenannten „SS-Dienstalterslisten“ oder kurz „SS-DAL“. Diese waren ein Verzeichnis der aktiven SS-Führer. Seit 1936 wurden auch Polizeioffiziere aufgeführt, sobald ihrem Dienstgrad ein SS-Rang entsprach.
Im Sommer 1944 wurde für die Waffen-SS ein Einzelexemplar einer „Dienstaltersliste der Waffen-SS“ herausgegeben und im November 1944 wurde vorzeitig der erste Teil der 1945er Dienstaltersliste herausgebracht, indes am 30. Januar 1945 lediglich ein Berichtigungsblatt zu dieser Liste erschien. Brün Meyer hat die „Dienstaltersliste der Waffen-SS. SS-Obergruppenführer bis SS-Hauptsturmführer; Stand vom 1. Juli 1944“, neu herausgegeben, Osnabrück (Biblio Verlag), 1987, mit Anhang 1 – 2, Ill., 274 S. mit Generalen der Waffen-SS im Bild (103).

## Die SS-Hauptämter (1938–1941)
Im Jahre 1938 unterstanden dem Reichsführer SS drei Hauptämter:
- Das SS-Hauptamt als oberste Befehlsstelle der drei SS-Gliederungen,
- das Hauptamt Sicherheitsdienst als politische Überwachungsstelle und
- das Rasse- und Siedlungshauptamt, dem die weltanschauliche Erziehung und Durchführung der Gedanken von „Blut und Boden“ oblag.

Im Jahre 1943 wurde die SS von zwölf SS-Hauptämtern aus verwaltet.

## Das Führungspersonal
Für Bewerber um eine Offizierslaufbahn war die Vorlage des großen Ariernachweises, also eine Zurückverfolgung der reinblutigen Abstammung bis in das Jahr 1750 obligatorisch, dies galt ab 1931. Die SS war hierarchisch entsprechend einer militärischen Struktur aufgebaut:

### Reichsführer SS
An der Spitze der SS stand der Reichsführer SS (RFSS). Der Titel wurde offiziell 1926 in Anlehnung an den Reichs-SA-Führer eingeführt und bezeichnete den formal obersten Kommandeur der SS. In der Zeit zwischen 1925 und 1926 lautete der Titel des obersten SS-Kommandanten Oberleiter.

### SS-Oberst-Gruppenführer
„Der Reichsführer SS hat angeordnet, daß der neue Dienstgrad des SS-Oberst-Gruppenführer – um Verwechslungen mit dem Dienstgrad des SS-Obergruppenführers zu vermeiden – wie folgt geschrieben wird: SS-Oberst-Gruppenführer.“

| Name                | Dienststellung                                                                       | SS- Nummer | SS- Eintritt       | NSDAP- Nummer |
| ------------------- | ------------------------------------------------------------------------------------ | ---------- | ------------------ | ------------- |
| Kurt Daluege        | Chef der Ordnungspolizei und stellvertretender Reichsprotektor von Böhmen und Mähren | 1.119      | 25. Juli 1930      | 31.981        |
| Josef Dietrich      | Befehlshaber 6. SS-Panzerarmee, Kommandeur Leibstandarte SS Adolf Hitler             | 1.177      | 5. Mai 1928        | 89.015        |
| Paul Hausser        | Befehlshaber II. SS-Panzerkorps und Heeresgruppe G                                   | 239.795    | 15. November 1934  | 4.158.779     |
| Franz Xaver Schwarz | Schatzmeister der NSDAP                                                              | 38.500     | 16. September 1931 | 6             |

### SS-Obergruppenführer
| Name                            | Position                                                                                          | SS Nummer | Eintritt in die SS | NSDAP-Nummer |
| ------------------------------- | ------------------------------------------------------------------------------------------------- | --------- | ------------------ | ------------ |
| Friedrich Alpers                | Stab RF SS                                                                                        | 6.427     | 15. März 1932      | 132.812      |
| Max Amann                       | SS-Ehren- und Rangführer                                                                          | 53.143    | 15. März 1932      | 3            |
| Erich von dem Bach-Zelewski     | Höherer SS- und Polizei-Führer (HSSPF) im besetzten Teil der Sowjetunion.                         | 9.831     | 15. Februar 1931   | 489.101      |
| Herbert Backe                   | Reichsminister für Ernährung; Rasse- und Siedlungshauptamt                                        | 22.766    | 1. Oktober 1933    | 87.882       |
| Gottlob Berger                  | Chef des SS-Hauptamts                                                                             | 275.991   | 30. Januar 1936    | 426.875      |
| Theodor Berkelmann              | HSSPF Wartheland                                                                                  | 6.019     | März 1931          | 128.245      |
| Werner Best                     | Stellvertreter von Reinhard Heydrich im RSHA und Statthalter im besetzten Dänemark                | 23.377    | 1931               | 341.338      |
| Wilhelm Bittrich                | Kommandeur des II. SS-Panzerkorps                                                                 | 39.177    | 1. Dezember 1931   | 829.700      |
| Ernst Bohle                     | Leiter der NSDAP-Auslandsorganisation – NSDAP/AO                                                  | 276.915   | 13. September 1933 | 276.915      |
| Martin Bormann                  | Leiter der Parteikanzlei der NSDAP                                                                | 555       | September 1929     | 60.508       |
| Philipp Bouhler                 | Chef der Kanzlei des Führers                                                                      | 54.932    | 20. April 1933     | 12           |
| Franz Breithaupt                | Oberster Richter am SS-Gericht, General der Waffen-SS                                             | 39.719    | 1. Dezember 1932   | 602.663      |
| Walter Buch                     | Oberster Parteirichter der NSDAP                                                                  | 81.353    | 1. Juli 1933       | 13.726       |
| Josef Bürckel                   | Stab RF SS                                                                                        | 289.230   | 30. Januar 1942    | 33.979       |
| Leonardo Conti                  | Stab RF SS                                                                                        | 3.982     | 1930               | 72.225       |
| Walther Darré                   | Chef des SS-Rasseamtes, Reichsminister und Reichsbauernführer                                     | 6.882     | Juli 1930          | 248.256      |
| Karl Demelhuber                 | Kommandeur Führungsstab Ostküste                                                                  | 252.392   | 15. März 1935      | 4.439        |
| Otto Dietrich                   | Reichspressechef der NSDAP; SS-Ehren- und Rangführer                                              | 101.349   | 1932               | 126.727      |
| Friedrich Karl von Eberstein    | HSSPF Süd                                                                                         | 1.386     | 1. April 1929      | 15.067       |
| Joachim Eggeling                | NSDAP-Gauleiter von Halle-Merseburg                                                               | 186.515   | 9. Juni 1936       | 11.579       |
| Theodor Eicke                   | Waffen-SS: Kommandeur der SS-Division Totenkopf                                                   | 2.921     | 29. Juli 1930      | 114.901      |
| August Eigruber                 | NSDAP-Gauleiter Oberdonau                                                                         | 83.432    | 22. Mai 1938       | 292.778      |
| Karl Fiehler                    | Oberbürgermeister von München                                                                     | 91.724    | 31. Juli 1933      | 37           |
| Albert Forster                  | SS-Ehren- und Rangführer; NSDAP-Gauleiter von Danzig                                              | 158       | 1. Oktober 1932    | 1.924        |
| August Frank                    | Stab OKH                                                                                          | 56.169    | 8. April 1932      | 1.471.185    |
| Karl Frank                      | SS- und Polizeiführer                                                                             | 310.466   | 1938               | 6.600.002    |
| Herbert Gille                   | Waffen-SS: Kommandierender General IV. SS-Panzerkorps                                             | 39.854    | Dezember 1931      | 537.337      |
| Curt von Gottberg               | Waffen-SS: Kommandierender General XII. SS-Armeekorps                                             | 45.923    | September 1932     | 948.753      |
| Ernst Grawitz                   | Reichsarzt SS und Polizei                                                                         | 27.483    | November 1931      | 1.102.844    |
| Ulrich Greifelt                 | Chef des Stabshauptamtes des Reichskommissars für die Festigung deutschen Volkstums               | 72.909    | Juni 1933          | 1.667.407    |
| Arthur Greiser                  | Reichsstatthalter und NSDAP-Gauleiter Wartheland                                                  | 10.795    | 29. September 1931 | 166.635      |
| Karl Gutenberger                | HSSPF West                                                                                        | 25.249    | Juni 1940          | 372.303      |
| Karl Hanke                      | Stab RF SS                                                                                        | 203.013   | 1941               | 102.606      |
| August Heißmeyer                | Chef der SS-Ausbildungs-Abteilung                                                                 | 4.370     | Januar 1930        | 21.573       |
| Wolf-Heinrich von Helldorff     | Polizeipräsident von Potsdam, später von Berlin                                                   |           |                    | 325.408      |
| Konrad Henlein                  | NSDAP-Gauleiter des Sudetenlands                                                                  | 310.307   | 9. Oktober 1938    | 6.600.001    |
| Maximilian von Herff            | Chef des SS-Personalhauptamtes                                                                    | 405.894   | 1. April 1942      | 8.858.661    |
| Rudolf Heß                      | Stellvertreter des Führers                                                                        | 1.932     |                    | 16           |
| Reinhard Heydrich               | Chef des RSHA                                                                                     | 10.120    | 14. Juli 1931      | 544.916      |
| Friedrich Hildebrandt           | Stab RF SS                                                                                        | 128.802   | 5. Dezember 1933   | 3.653        |
| Richard Hildebrandt             | Chef des Rasse- und Siedlungshauptamtes der SS                                                    | 7.088     | Februar 1931       | 89.221       |
| Hermann Höfle                   | HSSPF Slowakei                                                                                    | 463.093   | Juli 1943          | 3.924.970    |
| Otto Hofmann                    | HSSPF Südwest                                                                                     | 7.646     | 1. April 1931      | 145.729      |
| Friedrich Jeckeln               | SS- und Polizeiführer für den südlichen Teil der besetzten Sowjetunion                            | 4.367     | 12. Januar 1930    | 163.348      |
| Hugo Jury                       | Stab RF SS                                                                                        | 292.777   | 12. März 1938      | 410.338      |
| Hans Jüttner                    | Chef des SS-Führungshauptamtes                                                                    | 264.497   | Mai 1935           | 541.163      |
| Ernst Kaltenbrunner             | Chef des RSHA (Nachfolger von Heydrich)                                                           | 13.039    | 31. August 1931    | 300.179      |
| Hans Kammler                    | Chef der Amtsgruppe C (Bauwesen) des SS-Wirtschafts-Verwaltungshauptamtes                         | 113.619   | 20. Mai 1933       | 1.011.855    |
| Jürgen von Kamptz               | Befehlshaber d. O.P. Italien                                                                      | 292.714   | August 1944        | 1.258.905    |
| Karl Kaufmann                   | Stab RF SS                                                                                        | 119.495   | 30. Januar 1942    | 95           |
| Georg Keppler                   | i. V. Kommandierender General III. SS-Panzerkorps                                                 | 273.799   | 10. Oktober 1935   | 338.211      |
| Wilhelm Keppler                 | SS-Ehren- und Rangführer                                                                          | 50.816    | 21. März 1935      | 62.424       |
| Dietrich Klagges                | Stab RF SS                                                                                        | 154.006   | 30. Januar 1942    | 7.646        |
| Matthias Kleinheisterkamp       | Kommandierender General des XI. SS-Armee-Korps                                                    | 132.399   | 1. November 1933   | 4.158.838    |
| Kurt Knoblauch                  | SS-Führungshauptamt, Chef Amtsgruppe B                                                            | 266.653   | April 1935         | 2.750.158    |
| Wilhelm Koppe                   | HSSPF Wartheland                                                                                  | 25.955    | 1. September 1932  | 305.584      |
| Paul Körner                     | Stab RF SS                                                                                        | 23.076    | Februar 1931       | 714.328      |
| Friedrich Krüger                | SS- und Polizeiführer für Polen, Waffen-SS: Kommandierender General V. SS-Gebirgskorps            | 171.199   | Februar 1931       | 6.123        |
| Walter Krüger                   | Kommandierender General VI. SS-Freiwilligen-Armeekorps                                            | 266.184   | 1935               | 3.995.130    |
| Hans Lammers                    | SS-Ehren- und Rangführer                                                                          | 118.404   | 29. September 1933 | 1.010.355    |
| Hartmann Lauterbacher           | Stab RF SS                                                                                        | 382.406   | 9. November 1940   | 86.837       |
| Werner Lorenz                   | Leiter der Volksdeutschen Mittelstelle                                                            | 6.636     | 31. Januar 1931    | 397.994      |
| Benno Martin                    | HSSPF Main                                                                                        | 187.117   | 10. April 1934     | 2.714.474    |
| Heinrich von Maur               | Stab Oa. Südwest                                                                                  | 276.907   | 13. September 1936 | 5.890.310    |
| Emil Mazuw                      | HSSPF Ostsee                                                                                      | 2.556     | 7. Juni 1930       | 85.231       |
| Wilhelm Murr                    | Stab RF SS                                                                                        | 147.545   | 9. September 1934  | 12.873       |
| Konstantin Freiherr von Neurath | Reichsaußenminister; Reichsprotektor im Protektorat Böhmen und Mähren                             | 287.680   | 18. September 1937 | 3.805.229    |
| Carl Oberg                      | HSSPF Paris                                                                                       | 36.075    | Juni 1932          | 575.205      |
| Günther Pancke                  | Höherer SS- und Polizeiführer in Dänemark                                                         | 10.110    | 1. Juni 1931       | 282.737      |
| Karl Pfeffer-Wildenbruch        | SS-Führungshauptamt                                                                               | 292.713   | 12. März 1939      | 1.364.387    |
| Artur Phleps                    | Kommandeur der 7. SS-Freiwilligen-Gebirgs-Division „Prinz Eugen“                                  | 401.214   | 30. Juni 1941      |              |
| Oswald Pohl                     | Chef des SS-Wirtschafts- und Verwaltungshauptamt                                                  | 147.614   | Februar 1934       | 30.842       |
| Hans Prützmann                  | Waffen-SS: Bevollmächtigter deutscher General in Kroatien und Generalinspekteur für Spezialabwehr | 3.002     | 1930               | 142.290      |
| Rudolf Querner                  | HSSPF Mitte                                                                                       | 308.240   | 22. Mai 1938       | 2.385.386    |
| Friedrich Rainer                | Stab RF SS                                                                                        | 292.774   | 9. November 1940   | 301.860      |
| Hanns Albin Rauter              | HSSPF Nordost                                                                                     | 262.958   | April 1935         |              |
| Wilhelm Redieß                  | HSSPF Nordsee                                                                                     | 2.839     | 22. Juli 1929      | 25.574       |
| Wilhelm Reinhard                | Stab RF SS                                                                                        | 274.107   | September 1935     | 63.074       |
| Joachim von Ribbentrop          | Reichsaußenminister                                                                               | 63.083    | Mai 1933           | 1.199.927    |
| Erwin Rösener                   | HSSPF Alpenland, Wehrkreis XVIII, Salzburg                                                        | 3.575     | 4. November 1930   | 46.771       |
| Ernst Sachs                     | Persönlicher Stab Reichsführer SS                                                                 | 278.781   | 9. November 1936   | 4.167.008    |
| Fritz Sauckel                   | SS-Ehren- und Rangführer                                                                          | 254.890   | 1934               | 1.395        |
| Paul Scharfe                    | zeitweiliger Chef des Rasse- und Siedlungshauptamt                                                | 14.220    | 1. Oktober 1931    | 665.697      |
| Julius Schaub                   | langjähriger persönlicher Chefadjutant Hitlers                                                    | 7         | Februar 1925       | 81           |
| Gustav Adolf Scheel             | Stab RF SS                                                                                        | 107.189   | September 1934     | 391.271      |
| Fritz Schlessmann               | Stab RF SS                                                                                        | 2.480     | 1930               | 25.248       |
| Ernst Schmauser                 | HSSPF Niederschlesien                                                                             | 3.359     | 14. Oktober 1930   | 215.704      |
| Walter Schmitt                  | Persönlicher Stab Reichsführer SS                                                                 | 28.737    | 8. Februar 1932    | 592.784      |
| Oskar Schwerk                   | Stab RF SS                                                                                        | 276.825   | 16. Juli 1944      | 5.420.196    |
| Arthur Seyss-Inquart            | Reichsstatthalter Österreichs                                                                     | 292.771   | 12. März 1938      | 6.270.392    |
| Felix Steiner                   | Kommandeur des III. SS-Panzerkorps                                                                | 253.351   | 1935               | 4.264.295    |
| Wilhelm Stuckart                | Staatssekretär im Reichsministerium des Innern                                                    | 280.042   | 1936               | 378.144      |
| Siegfried Taubert               | Persönlicher Stab Reichsführer SS                                                                 | 23.128    | 1931               | 525.246      |
| Fritz Wächtler                  | NSDAP-Gauleiter der Bayerischen Ostmark                                                           | 209.058   | November 1934      | 35.313       |
| Karl Wahl                       | NSDAP-Gauleiter von Schwaben                                                                      | 228.017   | 1934               | 9.803        |
| Josias zu Waldeck und Pyrmont   | Höherer SS- und Polizeiführer                                                                     | 2.139     | 2. März 1930       | 160.025      |
| Paul Wegener                    | NSDAP-Gauleiter Weser-Ems                                                                         | 353.161   | 20. April 1940     | 286.225      |
| Fritz Weitzel                   | HSSPF „West“ und „Nord“                                                                           | 408       | 1927               | 18.833       |
| Otto Winkelmann                 | HSSPF Ungarn                                                                                      | 308.238   | September 1938     | 1.373.131    |
| Karl Wolff                      | Chef des Persönlichen Stabes Reichsführer SS                                                      | 14.235    | 7. Oktober 1931    | 695.131      |
| Udo von Woyrsch                 | HSSPF Elbe                                                                                        | 3.689     | 13. November 1930  | 162.349      |
| Alfred Wünnenberg               | Chef der deutschen Polizei                                                                        | 405.898   | 1. Januar 1940     | 2.222.600    |

## Übersicht der Dienstränge
Die SS hatte nach militärischem Vorbild eine Rangfolge, die sich durch entsprechende Dienstgrade manifestierte. Dabei wurden die Rangbezeichnungen und Dienstgradinsignien weitestgehend von der SA übernommen. Ähnlich wie in der militärischen Rangordnung wurden drei Rang-Gruppen unterschieden. Die SS-Mannschaften entsprachen den Mannschaften der Wehrmacht, die SS-Unterführer den Unteroffizieren und die SS-Führer den Offizieren.

### Dienstränge der SS im Vergleich zu SA und Heer
Die folgende Tabelle gibt die Dienstgrade der SA und SS in aufsteigender Rangfolge nach dem Stand vom 7. April 1942 wieder. Die dazu korrespondierenden Dienstgrade der Wehrmacht werden ebenfalls aufgeführt.
| Sturmabteilung SA                                     | Schutzstaffel | Schutzstaffel                                           | Bemer- kung | Wehrmacht (Heer)                                                        | Bemer- kung |
| Sturmabteilung SA                                     | Allgemeine SS | Waffen-SS                                               | Bemer- kung | Wehrmacht (Heer)                                                        | Bemer- kung |
| ----------------------------------------------------- | --- | ------------------------------------------------------- | ----------- | ----------------------------------------------------------------------- | ----------- |
| SA-Anwärter                                           | - SS-Bewerber (Staffel-Bewerber) - SS-Jungmann (Staffel-Jungmann) - SS-Anwärter (Staffel-Anwärter) - SS-Vollanwärter (Staffel-Vollanwärter) | Freiwilligenbewerber der Waffen-SS                      |             | Wehrpflichtiger oder Freiwilligenbewerber als Zeit- oder Berufssoldat   |             |
| SA-Sturmmann (SA-Mann vor 1942)                       | SS-Mann | SS-Schütze                                              |             | Soldat, z. B. Schütze, Kanonier, Grenadier etc.                         |             |
| SA-Sturmmann (SA-Mann vor 1942)                       | SS-Mann | SS-Oberschütze                                          |             | Obersoldat z. B. Oberschütze, Oberkanonier, Obergrenadier etc.          |             |
| SA-Obersturmmann (SA-Sturmmann vor 1942)              | SS-Sturmmann | SS-Sturmmann                                            |             | Gefreiter                                                               |             |
| SA-Rottenführer                                       | SS-Rottenführer | SS-Rottenführer                                         |             | - Obergefreiter (Heer / Luftwaffe) - Hauptgefreiter (nur Luftwaffe)     |             |
| -----                                                 | ----- | -----                                                   |             | Stabsgefreiter                                                          | H/Lw        |
|                                                       | |                                                         |             |                                                                         |             |
| SA-Scharführer                                        | SS-Unterscharführer | SS-Unterscharführer SS-Junker FA (Führeranwärter)       |             | - Unteroffizier - Fahnenjunker-Unteroffizier OA (Offizieranwärter)      |             |
| SA-Oberscharführer                                    | SS-Scharführer | SS-Scharführer SS-Oberjunker FA                         |             | - Unterfeldwebel - Fahnenjunker-Unterfeldwebel OA                       |             |
| SA-Truppführer                                        | SS-Oberscharführer | SS-Oberscharführer SS-Standartenjunker FA               |             | - Feldwebel - Fahnenjunker-Feldwebel OA                                 |             |
| SA-Obertruppführer                                    | SS-Hauptscharführer | - SS-Hauptscharführer - SS-Standartenoberjunker FA      |             | - Oberfeldwebel - Fahnenjunker-Oberfeldwebel OA                         |             |
| -----                                                 | ----- | SS-Stabsscharführer (nur Dienststellung)                | „Spieß“     | Hauptfeldwebel (Kompaniefeldwebel)                                      | „Spieß“     |
| SA-Haupttruppführer                                   | SS-Sturmscharführer | SS-Sturmscharführer                                     | ab 1938     | - Stabsfeldwebel - Fahnenjunker-Stabsfeldwebel (OA) - Stabswachtmeister |             |
|                                                       | |                                                         |             |                                                                         |             |
| SA-Sturmführer                                        | SS-Untersturmführer (bis 1935 SS-Sturmführer)                                                                                               | SS-Untersturmführer (bis 1935 SS-Sturmführer)           | ab 1935     | Leutnant                                                                |             |
| SA-Obersturmführer                                    | SS-Obersturmführer | SS-Obersturmführer                                      | ab 1933     | Oberleutnant                                                            |             |
| SA-Hauptsturmführer (vor 1939/40 SA-Sturmhauptführer) | SS-Hauptsturmführer (bis 1935 SS-Sturmhauptführer)                                                                                          | SS-Hauptsturmführer (bis 1935 SS-Sturmhauptführer)      | ab 1935     | - Hauptmann - Rittmeister                                               |             |
| SA-Sturmbannführer                                    | SS-Sturmbannführer | SS-Sturmbannführer                                      |             | Major                                                                   |             |
| SA-Obersturmbannführer                                | SS-Obersturmbannführer | SS-Obersturmbannführer                                  | ab 1933     | Oberstleutnant                                                          |             |
| SA-Standartenführer                                   | SS-Standartenführer | SS-Standartenführer                                     |             | Oberst                                                                  |             |
| SA-Oberführer                                         | SS-Oberführer | SS-Oberführer                                           | Oberf       | Oberst                                                                  |             |
|                                                       | |                                                         |             |                                                                         |             |
| SA-Brigadeführer                                      | SS-Brigadeführer | SS-Brigadeführer und Generalmajor der Waffen-SS         | ab 1933     | Generalmajor                                                            |             |
| SA-Gruppenführer                                      | SS-Gruppenführer | SS-Gruppenführer und Generalleutnant der Waffen-SS      |             | Generalleutnant                                                         |             |
| SA-Obergruppenführer                                  | SS-Obergruppenführer | SS-Obergruppenführer und General der Waffen-SS          |             | General der Waffengattung                                               |             |
| -----                                                 | SS-Oberst-Gruppenführer | SS-Oberst-Gruppenführer und Generaloberst der Waffen-SS | ab 1942     | Generaloberst                                                           |             |
| Chef des Stabes der SA                                | Reichsführer SS | Reichsführer SS                                         |             | Generalfeldmarschall                                                    |             |
| -----                                                 | ----- | -----                                                   |             | Reichsmarschall                                                         | ab 1940     |

- 1931: Schaffung der Dienstgrade Sturmhauptführer für SA und SS als Äquivalent zu Hauptmann der Wehrmacht. 1935 Umbenennung in SS-Hauptsturmführer bzw. 1939/40 in SA-Hauptsturmführer.
- 1933: Neuschaffung der Dienstgrade SS-Obersturmführer, SS-Obersturmbannführer und SS-Brigadeführer.
- 1934: Für besondere Verdienste um die Belangenschaften der SS und des Öffentlichen Lebens wurden von Himmler die besonderen Dienstgrade der SS-Ehren- und Rangführer eingeführt.
- 1935: Umbenennung SS-Sturmführer in SS-Untersturmführer. Die SA behielt die Bezeichnung SA-Sturmführer als niedrigsten Offiziersrang, der dem Leutnant vergleichbar war, bei.
- 1938: Schaffung der Dienstgrade SA-Haupttruppführer bzw. SS-Sturmscharführer.
- 1940: Die bisher vor allem für Freiwilligenbewerber der Allgemeinen SS üblichen Bezeichnungen der Staffel-Bewerber und Staffel-Anwärter wurden weitestgehend aufgegeben. Für die Waffen-SS wurden die Ränge SS-Schütze und SS-Oberschütze als niedrigste Mannschaftsdienstgrade verbindlich. Die Bezeichnung SS-Mann blieb hingegen erhalten und konnte einen SS-Angehörigen ganz allgemein bezeichnen, aber auch als Mannschaftsrang der Allgemeinen SS gelten.
- 7. April 1942: Persönliche Verfügung Adolf Hitlers zur Schaffung des neuen Generalsführerranges SS-Oberst-Gruppenführer.

## Die Gliederung der SS

### Gliederung der SS in Altersklassen
Die SS war ab spätestens 1935/36 in Altersklassen gegliedert:
- Aktive SSI (18–25 Jahre),
- Aktive SSII (25–35 Jahre),
- Reserve-SS (35–45 Jahre) und
- SS-Stammabteilung (45+ Jahre).

Angehörige der Allgemeinen SS, die ihrer Dienstleistung im Reichsarbeitsdienst oder in der Wehrmacht nachkamen, wurden offiziell als SS-Zugehörige in den Mitgliedslisten geführt und in dieser Zeit ruhte ihre Mitgliedschaft.

#### Aktive SSI
Nach ihrer Zeit in den Bewerberzügen wurden SS-Bewerber nach dreimonatiger Probezeit als Anwärter in die aktiven SS-Stürme übernommen, wo sie zwischen dem vollendeten 18. und 25. Lebensjahr ihren Dienst verrichteten. Dort bildeten sie die Aktive SSI. Innerhalb des „SS-Dienstes“ wurden die wöchentlichen Ausbildungstage zu zwei und die zweimaligen sonntäglichen Ausbildungstage zu sechs Stunden berechnet. Monatlich mussten also 28 Stunden Ausbildung und halbjährlich 168 Stunden nachgewiesen werden.
Im Dienstunterricht lag das Hauptaugenmerk auf der weltanschaulichen Schulung und im praktischen Dienst auf Schießen, Körpererziehung (Dienstsport) und Marsch. Dabei galt: Dienstunterricht und praktischer Dienst ohne Marschübung zu ⅔ und auf Marschübung auf ⅓ der angesetzten Zeit. Dienstunterricht, Schießen und Dienstsport waren gleichmäßig zu verteilen. Als Zielvorgaben galten, den geforderten Geländelauf von 5 km in 20–25 Minuten zu absolvieren, ohne dass der betroffene SS-Mann danach seine Einsatzbereitschaft einbüßte. Den 25 km langen Marsch mit 25 kg schwerem Marschgepäck musste innerhalb von vier Stunden absolviert werden und der betroffene SS-Sturm das Ziel in geschlossener Ordnung erreichen, ohne dass danach dessen weitere Einsatzbereitschaft eingebüßt wurde.

#### Aktive SSII
Mit vollendetem 25. Lebensjahr wurden SS-Angehörige in die Aktive SSII übernommen, wo sie bis zum vollendeten 35. Lebensjahr verblieben. Im Anschluss daran wurden diese in die Reserve-SS überführt. Für diese Altersgruppe wurden monatlich sechs Ausbildungstage angesetzt, von denen zwei Sonntags zu erfolgen hatten. Insgesamt wurde von der Aktiven SSII 20 Stunden und halbjährlich 120 Stunden Ausbildung erwartet.
Im Dienstunterricht wurde, wie bei der Aktiven SSI, das Hauptaugenmerk auf die weltanschauliche Schulung und im praktischen Dienst, dieser Altersgruppe angepasst, auf Schießen, Körpererziehung und Marsch gelegt.

### Engere Verwaltungseinheiten der SS
Die Allgemeine Schutzstaffel bestand im November 1944 aus 23 Verwaltungseinheiten, die Oberabschnitte genannt wurden. Diese Oberabschnitte waren in 45 Abschnitte eingeteilt, denen die Standarten der Allgemeinen SS unterstellt waren. Die SS-Standarten untergliederten sich zum einen in 127 so genannte Fußstandarten und zum anderen in 22 Reiterstandarten (Reiter-SS). Die SS-Standarten gliederten sich in Sturmbanne, Stürme, Trupps, Scharen und Rotten. Ferner unterstanden den Oberabschnitten im November 1944 noch 17 Nachrichtenstürme, 15 Pionierstürme und 18 Kraftfahrstürme (Motor-SS).
Verwaltungsübergreifend wurden auch die bewaffneten Sonder-Verbände der SS, die SS-Verfügungstruppe und der SS-Wachverbände, in verschiedene Standarten zusammengefasst.

#### Die SS-Oberabschnitte
Die SS-Oberabschnitte (Oa) umfassten mehrere SS-Abschnitte und unterstanden in der Regel einem Gruppen- oder Obergruppenführer. Eine inoffizielle Alternativbezeichnung war auch Obergruppe, über die die SS 1933 wegen ihres damaligen Mitgliederstandes nicht verfügte und die zwischen 1933 und 1934 mit dem Dienstgrad des Obergruppenführers in der SA bestanden hatte.
Dem Oberabschnitt entsprach eine Division des Heeres. Nach einer Reorganisation im Laufe des Zweiten Weltkrieges wurden die 23 Oberabschnitte der SS den regulären deutschen Wehrkreisen der Wehrmacht räumlich angepasst, so dass beide schließlich übereinstimmten.
| Nr. | Oberabschnitt    | Sitz         | Nr. | Oberabschnitt   | Sitz     |
| --- | ---------------- | ------------ | --- | --------------- | -------- |
| 1   | „Nordost“        | Königsberg   | 13  | „Main“          | Nürnberg |
| 2   | „Ostsee“         | Stettin      | 14  | „Donau“         | Wien     |
| 3   | „Spree“          | Berlin       | 15  | „Nordwest“      | Den Haag |
| 4   | „Elbe“           | Dresden      | 16  | „Alpenland“     | Salzburg |
| 5   | „Südwest“        | Stuttgart    | 17  | „Weichsel“      | Danzig   |
| 6   | „West“           | Düsseldorf   | 18  | „Warthe“        | Posen    |
| 7   | „Süd“            | München      | 19  | „Nord“          | Oslo     |
| 8   | „Südost“         | Breslau      | 20  | „Ost“           | Krakau   |
| 9   | „Fulda-Werra“    | Arolsen      | 21  | „Böhmen-Mähren“ | Prag     |
| 10  | „Nordsee“        | Hamburg      | 22  | „Ostland“       | Riga     |
| 11  | „Mitte“          | Braunschweig | 23  | „Ukraine“       | Kiew     |
| 12  | „Rhein-Westmark“ | Wiesbaden    |     |                 |          |

#### Die SS-Abschnitte
Der SS-Abschnitt (Ab) umfasste mehrere SS-Standarten und unterstand in der Regel einem SS-Brigadeführer oder einem SS-Oberführer. Er wurde inoffiziell auch als Untergruppe bezeichnet. Ihm entsprach eine Brigade des Heeres.
| Abschnittsnr. | Oberabschnitt    | Sitz             | Abschnittsnr. | Oberabschnitt    | Sitz             |
| ------------- | ---------------- | ---------------- | ------------- | ---------------- | ---------------- |
| I             | „Süd“            | München          | XXV           | „West“           | Dortmund         |
| II            | „Elbe“           | Dresden          | XXVI          | „Weichsel“       | Zoppot           |
| III           | „Spree“          | Berlin           | XXVII         | „Fulda-Werra“    | Weimar           |
| IV            | „Mitte“          | Hannover         | XXVIII        | „Main“           | Bayreuth         |
| V             | „West“           | Duisburg         | XXIX          | „Südwest“        | Konstanz         |
| VI            | „Südost“         | Breslau          | XXX           | „Rhein-Westmark“ | Frankfurt (Main) |
| VII           | „Nordost“        | Königsberg       | XXXI          | „Donau“          | Wien             |
| VIII          | „Donau“          | Linz             | XXXII         | „Süd“            | Augsburg         |
| IX            | „Main“           | Würzburg         | XXXIII        | „Ostsee“         | Schwerin         |
| X             | „Südwest“        | Stuttgart        | XXXIV         | „Rhein-Westmark“ | Saarbrücken      |
| XI            | „Rhein-Westmark“ | Koblenz          | XXXV          | „Alpenland“      | Graz             |
| XII           | „Spree“          | Frankfurt (Oder) | XXXVI         | „Alpenland“      | Salzburg         |
| XIII          | „Ostsee“         | Stettin          | XXXVII        | „Böhmen-Mähren“  | Reichenberg      |
| XIV           | „Nordsee“        | Oldenburg        | XXXVIII       | „Böhmen-Mähren“  | Karlsbad         |
| XV            | „Nordsee“        | Hamburg-Altona   | XXXIX         | „Böhmen-Mähren“  | Brünn            |
| XVI           | „Mitte“          | Dessau           | XXXX          | „Weichsel“       | Bromberg         |
| XVII          | „West“           | Münster          | XXXXI         | „Weichsel“       | Thorn            |
| XVIII         | „Elbe“           | Halle (Saale)    | XXXXII        | „Warthe“         | Gnesen           |
| XIX           | „Südwest“        | Karlsruhe        | XXXXIII       | „Warthe“         | Litzmannstadt    |
| XX            | „Nordsee“        | Kiel             | XXXXIV        | „Nordost“        | Gumbinnen        |
| XXI           | „Südost“         | Hirschberg       | XXXXV         | „Südwest“        | Straßburg        |
| XXII          | „Nordost“        | Allenstein       |               |                  |                  |
| XXIII         | „Spree“          | Berlin           |               |                  |                  |
| XXIV          | „Südost“         | Oppeln           |               |                  |                  |

#### Die SS-Standarten

Kfz-Standarte der SS

Der Führungsebene SS-Abschnitt war die SS-Standarte nachgeordnet. Der Standarte stand in der Regel ein SS-Standartenführer vor, sie umfasste 3–4 Sturmbanne und hatte eine Normalpersonalstärke von 1000 bis 3000 Mann. Der Standarte entsprach beim Heer das Regiment. Die Sturmbanne I–III wurde aus dem aktiven Mitgliederbestand gebildet, der Sturmbann IV galt als Reserveverband.
Alle SS-Gliederungen – wie die Allgemeine SS und die ihr unterstehende Reiter-SS, aber auch die Totenkopfverbände und die Verfügungstruppe – waren in Standarten gegliedert.
In der SS-Verfügungstruppe wurde diese Bezeichnung ab 1935 – sehr zum Missfallen des Reichsführers SS Himmler – von der militärischen Entsprechung des Heeres abgelöst.
Am Ende des Krieges (1945) umfassten die Fußstandarten der Allgemeinen SS formal 127 Standarten, von denen allerdings die meisten nur noch auf dem Papier bestanden und nicht einmal die vom Reichsführer Himmler vorgeschriebene Sollstärke erreicht hatten.
| SS-Standarte             | Oberabschnitt    | Sitz                | SS-Standarte         | Oberabschnitt    | Sitz               |
| ------------------------ | ---------------- | ------------------- | -------------------- | ---------------- | ------------------ |
| 1 „Julius Schreck“       | „Süd“            | München             | 66 „Friedland“       | „Nordost“        | Bartenstein        |
| 2 „Hessen“               | „Rhein-Westmark“ | Frankfurt (Main)    | 67 „Wartburg“        | „Fulda-Werra“    | Erfurt             |
| 3 „Thüringen“            | „Main“           | Nürnberg            | 68 „Oberpfalz“       | „Main“           | Regensburg         |
| 4 „Schleswig-Holstein“   | „Nordsee“        | Altona              | 69 „Sauerland“       | „West“           | Hagen (Westfalen)  |
| 5 „Mosel“                | „Rhein-Westmark“ | Luxemburg           | 70                   | „Südost“         | Glogau             |
| 6 „Eduard Felsen“        | „Spree“          | Berlin              | 71 „Weichsel“        | „Weichsel“       | Elbing             |
| 7 „Friedrich Schlegel“   | „Elbe“           | Plauen              | 72 „Lippe“           | „West“           | Detmold            |
| 8 „Niederschlesien“      | „Südost“         | Hirschberg          | 73 „Mittelfranken“   | „Main“           | Ansbach            |
| 9 „Pommern“              | „Ostsee“         | Stettin             | 74 „Ostsee“          | „Ostsee“         | Greifswald         |
| 10 „Pfalz“               | „Rhein-Westmark“ | Kaiserslautern      | 75 „Widukind“        | „Spree“          | Berlin             |
| 11 „Planetta“            | „Donau“          | Wien                | 76                   | „Alpenland“      | Salzburg           |
| 12 „Niedersachsen“       | „Mitte“          | Hannover            | 77                   | „Ostsee“         | Schneidemühl       |
| 13 „Württemberg“         | „Südwest“        | Stuttgart           | 78                   | „Rhein-Westmark“ | Wiesbaden          |
| 14 „Gotaburg“            | „Fulda-Werra“    | Gotha               | 79                   | „Südwest“        | Ulm                |
| 15 „Brandenburg“         | „Spree“          | Neuruppin           | 80 „Groß-Beeren“     | „Spree“          | Berlin             |
| 16 „Unterelbe“           | „Südost“         | Breslau             | 81                   | „Main“           | Würzburg           |
| 17                       | „Nordsee“        | Celle               | 82                   | „West“           | Bielefeld          |
| 18 „Ostpreußen“          | „Nordost“        | Königsberg          | 83 „Ober-Hessen“     | „Rhein-Westmark“ | Gießen             |
| 19 „Westfalen-Nord“      | „West“           | Münster (Westfalen) | 84 „Saale“           | „Elbe“           | Chemnitz           |
| 20 „Fritz Weitzel“       | „West“           | Düsseldorf          | 85                   | „Rhein-Westmark“ | Saarbrücken        |
| 21                       | „Mitte“          | Magdeburg           | 86 „Hanauer Land“    | „Südwest“        | Offenburg          |
| 22 „Von der Schulenburg“ | „Ostsee“         | Schwerin            | 87 „Tirol“           | keine Angabe     | Innsbruck          |
| 23 „Oberschlesien“       | „Südost“         | Beuthen             | 88 „Stedingen“       | „Nordsee“        | Bremen             |
| 24 „Ostfriesland“        | „Nordsee“        | Oldenburg           | 89 „Holzweber“       | „Donau“          | Wien               |
| 25 „Ruhr“                | „West“           | Essen               | 90 „Franz Kutschera“ | „Alpenland“      | Klagenfurt         |
| 26 „Paul Berck“          | „Elbe“           | Halle (Saale)       | 91                   | „Elbe“           | Wittenberg         |
| 27 „Ostmark“             | „Spree“          | Frankfurt (Oder)    | 92 „Alt-Bayern“      | „Süd“            | Ingolstadt         |
| 28                       | „Nordsee“        | Hamburg             | 93                   | „Rhein-Westmark“ | Koblenz            |
| 29 „Schwaben“            | „Süd“            | Lindau              | 94 „Obersteiermark“  | „Alpenland“      | Leoben             |
| 30 „Adolf Höh“           | „West“           | Bochum              | 95                   | „Böhmen-Mähren“  | Trautenau          |
| 31 „Niederbayern“        | „Main“           | Landshut            | 96                   | „Böhmen-Mähren“  | Brüx               |
| 32 „Baden“               | „Rhein-Westmark“ | Heidelberg          | 97                   | „Böhmen-Mähren“  | Eger               |
| 33 „Rhein-Hessen“        | „Rhein-Westmark“ | Darmstadt           | 98                   | „Böhmen-Mähren“  | Mährisch-Schönberg |
| 34 „Oberbayern“          | „Süd“            | Weilheim            | 99                   | „Donau“          | Znaim              |
| 35                       | „Fulda-Werra“    | Kassel              | 100                  | „Böhmen-Mähren“  | Reichenberg        |
| 36                       | „Weichsel“       | Danzig              | 101                  | „Böhmen-Mähren“  | Saaz               |
| 37 „Ob der Enns“         | „Donau“          | Linz                | 102                  | „Böhmen-Mähren“  | Jägerndorf         |
| 38                       | „Alpenland“      | Graz                | 103                  | „Böhmen-Mähren“  | Aussig             |
| 39 „Ostpommern“          | „Ostsee“         | Köslin              | 104                  | „Böhmen-Mähren“  | Troppau            |
| 40                       | „Nordsee“        | Kiel                | 105                  | „Nordost“        | Memel              |
| 41 „Oberfranken“         | „Main“           | Bayreuth            | 106                  | „Süd“            | Augsburg           |
| 42 „Fritz von Scholz“    | „Spree“          | Berlin              | 107                  | „Böhmen-Mähren“  | Brünn              |
| 43                       | „Südost“         | Frankenstein        | 108                  | „Böhmen-Mähren“  | Prag               |
| 44 „Uckermark“           | „Spree“          | Eberswalde          | 109                  | „Warthe“         | Posen              |
| 45 „Neiße“               | „Südost“         | Oppeln              | 110                  | „Warthe“         | Hohensalza         |
| 46                       | „Elbe“           | Dresden             | 111                  | „Warthe“         | Kolmar             |
| 47                       | „Fulda-Werra“    | Gera                | 112                  | „Warthe“         | Litzmannstadt      |
| 48                       | „Elbe“           | Leipzig             | 113                  | „Warthe“         | Kalisch            |
| 49                       | „Mitte“          | Braunschweig        | 114                  | „Warthe“         | Leßlau             |
| 50                       | „Nordsee“        | Flensburg           | 115                  | „Nordost“        | Zichenau           |
| 51                       | „Mitte“          | Göttingen           | 116                  | „Weichsel“       | Bromberg           |
| 52                       | „Donau“          | Krems               | 117                  | „Weichsel“       | Konitz             |
| 53 „Dithmarschen“        | „Nordsee“        | Heide               | 118                  | „Weichsel“       | Preußisch Stargard |
| 54 „Seidel-Dittmarsch“   | „Spree“          | Landsberg (Warthe)  | 119                  | „Weichsel“       | Graudenz           |
| 55 „Weser“               | „Nordsee“        | Lüneburg            | 120                  | „Weichsel“       | Kulm               |
| 56 „Franken“             | „Main“           | Bamberg             | 121                  | „Weichsel“       | Strasburg          |
| 57 „Thüringer Wald“      | „Fulda-Werra“    | Meiningen           | 122                  | „Südwest“        | Straßburg          |
| 58                       | „West“           | Köln                | 123                  | „Südwest“        | Kolmar             |
| 59 „Loeper“              | „Mitte“          | Dessau              | 124                  | „Südost“         | Scharley           |
| 60                       | „Nordost“        | Insterburg          | 125                  | „Rhein-Westmark“ | Metz               |
| 61 „Masuren“             | „Nordost“        | Allenstein          | 126                  | „Alpenland“      | Marburg/Drau       |
| 62                       | „Südwest“        | Karlsruhe           | 127                  | „Nord“           | Oslo               |
| 63 „Württemberg-Süd“     | „Südwest“        | Tübingen            |                      |                  |                    |
| 64 „Marienburg“          | „Weichsel“       | Berent              |                      |                  |                    |
| 65 „Schwarzwald“         | „Südwest“        | Freiburg (Br.)      |                      |                  |                    |

#### Die SS-Reserve
Aktive Angehörige der Allgemeinen SS wurden ab dem 35. Lebensjahr in die Reserve-Stürme (Reserve-SS) versetzt, die bei der jeweiligen SS-Standarte angesiedelt waren und dort den IV. (und bei größeren Einheiten) den V. Sturmbann bildeten. Dort verblieben sie bis zum vollendeten 45. Lebensjahr. Danach konnten Angehörige der Reserve-SS entscheiden, ob sie „ehrenvoll aus der Dienstleistung in der SS“ entlassen oder ob sie auf eigenen Antrag hin in eine Stammabteilung überführt wurden.
Die Angehörigen der SS-Reserve mussten monatlich fünf Ausbildungstage, davon einmal am Sonntag, ableisten. Damit kamen sie auf eine monatliche Ausbildungszeit von 14 Stunden oder halbjährlich auf 84 Stunden. Im Dienstunterricht lag das Hauptaugenmerk auf wie weltanschauliche Schulung, im praktischen Dienst auf Schießen, Körpererziehung (Dienstsport) und Marsch. Letztere Ausbildungspunkte wurden in allen Bereichen altersgerecht angepasst.

#### Die Stammabteilungen und Stammbezirke
Jedem SS-Oberabschnitt der SS war ab Sommer 1936 eine Stammabteilung zugeordnet, in die SS-Angehörige über das 45. Lebensjahr hinaus, auf eigenen Antrag hin versetzt werden konnten. Das entsprechende Gegenstück in den SS-Abschnitten bildete der SS-Stammbezirk. Den SS-Sturmbannen war innerhalb der SS-Standarten war ein jeweiliger SS-Stammsturm und den jeweiligen SS-Stürmen jeweils eine SS-Stammschar zugeteilt. Umgangssprachliche Bezeichnung der SS-Stammabteilung nebst den entsprechenden Untergliederungen war „Stamm-SS“. Die Stamm-SS war zwar den Organisationsstrukturen der Allgemeinen SS zugeordnet, waren aber ansonsten praktisch unabhängig von diesen.
Die Angehörigen der Stamm-SS mussten monatlich einem „Kameradschaftsabend“ à zwei Stunden nachkommen. Bei diesem lag der Hauptaugenmerk auf der weltanschaulichen Schulung und weniger auf dem Dienstsport.
Zwischen 1936 und 1938 gehörten dieser lediglich 3700 bis 6700 Mann an.
Während des Zweiten Weltkriegs dienten die Stammabteilungen und deren Untergliederungen als Personalverstärkung bzw. -ergänzung in den Konzentrationslagern, nachdem die frontfähigen KZ-Wachen zum Kriegseinsatz in die Waffen-SS versetzt wurden.

#### Die SS-Reiterstandarten (Reiter-SS)
Die SS umfasste auch berittene Einheiten, die allgemein als „Reiter-SS“ bezeichnet wurden. Sie war dem Inspekteur der SS-Reitschulen Christian Weber unterstellt und in der Inspektion der SS-Reiterei zusammengefasst.

#### Die Standarten der SS-Verfügungstruppe und der SS-Wachverbände
Für die Standarten der Verfügungstruppe und der SS-Totenkopfverbände galt dieselbe organisatorische Einteilung wie für die Fuß- und Reiter-Standarten der Allgemeinen SS.

##### Die Standarten der SS-Verfügungstruppe (SS-Standarten/VT)
Die SS-Standarten der Verfügungstruppe (SS-St./VT) entstanden im Herbst 1934, als die Politischen Bereitschaften „München“ (Ellwangen) und „Württemberg“ (Jagst) die neue SS-Standarte „Deutschland“ und aus den Politischen Bereitschaften „Hamburg“, „Arolsen“ und „Wolterdingen“ die SS-Standarte „Germania“ gebildet wurden. In Berlin und Umgebung wachte und paradierte die „Stabswache Berlin“ und die „SS-Sonderkommandos“ Crossen und Jüterbog, die schon recht bald (1937) den Namen „Leibstandarte SS Adolf Hitler“ erhielten.
Nach dem Anschluss Österreichs entstand aus dem Zusammenschluss der deutsch-österreichischen SS und Teilen der Standarten „Deutschland“ und „LSSAH“ die neue Standarte „Der Führer“.
Ab März 1935 begann innerhalb der Verfügungstruppe der Begriff „Standarte“ von dem des Regimentes abgelöst zu werden; ab Oktober 1938 sprach man auch offiziell nicht mehr von den „Standarten der SS-VT“, sondern von den SS-Regimentern.
| Standartenname                    | amtliche Abkürzung     | Sitz                | Wehrmachtsergänzungsstelle | Anmerkungen |
| --------------------------------- | ---------------------- | ------------------- | -------------------------- | --- |
| Leibstandarte SS „Adolf Hitler“   | LSSAH/LAH              | Berlin-Lichterfelde | Ergänzungsstelle I         | Alle Bewerber, deren Wohnort in den Wehrkreisen I, II, III, IV und VIII liegt. Ferner alle Bewerber aus dem Reich, die die Mindestgröße von 178 cm erreichen |
| I. SS-Standarte „Deutschland“/VT  | 1. Sta Deutschland/VT  | München             | Ergänzungsstelle III       | Alle Bewerber, deren Wohnort in den Wehrkreisen V, VII und XII liegt                                                                                         |
| II. SS-Standarte „Germania“/VT    | 2. Sta Germania/VT     | Hamburg-Veddel      | Ergänzungsstelle II        | Alle Bewerber, deren Wohnort in den Wehrkreisen VI, IX, X und XI liegt                                                                                       |
| III. SS-Standarte „Der Führer“/VT | 3. Sta „Der Führer“/VT | Wien                | Ergänzungsstelle IV        | Alle Bewerber, deren Wohnort in der Ostmark liegt |

##### Die Standarten der SS-Wachverbände (SS-Totenkopfstandarten)
Die SS-Standarten der Totenkopfverbände (SS-T-St./WV) umfassten die Wachmannschaften der Konzentrationslager.
Bereits im Januar 1933 wurden ausgewählte SS-Männer unter dem Kommando des SS-Sturmbannführers Hilmar Wäckerle zur Inspektion der Konzentrationslager von der Schutzstaffel abgestellt. Unter ihrem späteren Kommandanten Theodor Eicke wurden diese SS-Männer der Schutzstaffel als solche entzogen. Es handelte sich hierbei, laut verschiedenen Äußerungen Eickes auf diversen SS-Führertagungen, um eine SS in der SS.
Die SS-Wachverbände erhielten 1936 im Volksmund den Titel Totenkopf-SS, als ihnen erlaubt wurde, auf dem rechten Kragenspiegel ein Totenkopfsymbol zu tragen. Sie galten als brutal, geheimnisumwittert und ihrem Lagerkommandanten als absolut treu ergeben.
1934 unterstützte ein KZ-Wachverband, namentlich der Wachsturmbann „Oberbayern“, die Leibstandarte während des Röhm-Putsches.
Eicke wurden 1934 die gesamten Konzentrationslager übergeben, die er nach dem Modell des KZ Dachau organisieren sollte. Eicke und seine Männer waren nun auch für die militärische Ausbildung der unbewaffneten SS zuständig. Damit begann die eigentliche Geschichte der SS-Wachverbände: bereits als es 1935/36 hieß, dass die Verfügungstruppe (mit ihren erdgrauen Uniformen) nun die regulären feldgrauen Uniformen des deutschen Heeres erhalten sollten, führte Eicke für die Männer der Totenkopf-SS erdbraune Uniformen ein.
Am 29. März 1936 erhielten Eickes Männer offiziell den Namen SS-Totenkopfstandarten/Wachverbände. Doch allgemein wurden diese Einheiten als SS-Totenkopf-Wachverbände oder SS-Totenkopfverbände bezeichnet. Vor allem der letztere Begriff setzte sich im damaligen Sprachgebrauch durch. Theodor Eicke bildete nun aus dem Wachpersonal der Konzentrationslager eigenständige SS-Sturmbanne, die er jedoch der Kontrolle der SS-Führung entzog; solange Himmler Eicke auf seiner Seite wusste, konnte dieser in den Lagern treiben, was er wollte. Die Totenkopfverbände galten im Allgemeinen als die „Privatarmee Himmlers“, da sie nur ihm verantwortlich waren.
Im April 1937 fasste Eicke die fünf Sturmbanne zu drei eigenständigen „SS-Totenkopfstandarten“ zusammen, da er nun die Kontrolle über 3.500 Mann besaß. Das Stammpersonal Dachaus wurde nun zur 1. SS-Totenkopfstandarte „Oberbayern“, das Stammpersonal Sachsenhausens zur 2. SS-Totenkopfstandarte „Brandenburg“ und das Stammpersonal Buchenwalds zur 3. SS-Totenkopfstandarte „Thüringen“ zusammengefasst. Eine SS-Unterführerschule für die unteren Dienstgrade wurde nun im Konzentrationslager Dachau eingerichtet, während die „Inspektion der SS-Wachverbände“ im brandenburgischen Oranienburg angesiedelt wurde.
Die Angehörigen im aktiven Lagerdienst trugen nun die erdbraune Uniform mit dem Totenkopf und den Dienstgradabzeichen auf den Kragenspiegeln und den Ärmelstreifen mit dem jeweiligen Standartennamen. Die Angehörigen der Totenkopfverbände, die sich nicht im aktiven Lagerdienst befanden, sondern zum Streifendienst bzw. zu Lehrgängen abkommandiert waren, trugen weiterhin die schwarze Uniform der Allgemeinen SS.
Während der Dienst in der SS-VT als Ableistung der Allgemeinen Wehrpflicht in den Reihen der Wehrmacht anerkannt war, so blieben die Angehörigen der Totenkopfverbände von dieser Regelung ausgenommen – die Wehrmachtführung weigerte sich, den Dienst in den T-Verbänden anzuerkennen. So aber blieben die Totenkopfverbände faktisch ein rechtsfreier Raum, in dem Theodor Eicke walten und schalten konnte wie er wollte.
Die Totenkopfverbände nahmen 1938 unter anderem an der Besetzung Österreichs und des späteren Reichsgaus Sudetenland (Ascher Zipfel) teil und waren auch bei Beginn des Zweiten Weltkrieges aktiv beteiligt. Teile von ihnen bildeten die sogenannte „Heimwehr Danzig“ und sammelten bescheidene „Kampferfahrung“.
Am 1. Oktober 1939 konnte Eicke offiziell in Dachau damit beginnen, seine „eigene“ SS-Division Totenkopf aufzustellen. Für die militärische Ausbildung seiner Frontdivision wurde sogar das Konzentrationslager Dachau zeitweise geräumt und von Theodor Eicke als „Ausbildungslager“ benutzt. Am 1. November galt die Ausbildung als abgeschlossen und die Totenkopf-Division als aufgestellt.
| SS-Totenkopfstandarte | Stammlager/Gründungssitz | SS-Totenkopfstandarte          | Stammlager/Gründungssitz |
| --------------------- | ------------------------ | ------------------------------ | ------------------------ |
| I „Oberbayern“        | KZ Dachau                | X                              | Weimar-Buchenwald        |
| II „Brandenburg“      | KZ Sachsenhausen         | XI                             | Radom                    |
| III „Thüringen“       | Weimar-KZ Buchenwald     | XII                            | Posen                    |
| IV „Ostmark“          | KZ Mauthausen            | XIII                           | Wien                     |
| V „Dietrich Eckart“   | KZ Oranienburg           | XIV                            | Weimar-Buchenwald        |
| VI                    | Prag                     | XV                             | Plock                    |
| VII                   | Brünn                    | XVI                            | Dachau                   |
| VIII                  | Krakau                   | „Kirkenes“                     | Kirkenes                 |
| IX                    | Danzig                   | Reserve-Standarte „Oberbayern“ | Dachau                   |

Am 25. Februar 1941 wurden die Bezeichnungen „SS-Totenkopfstandarten“ offiziell fallengelassen und diese in SS-Standarten umbenannt. Die Bezeichnung „Totenkopf-Standarte“ wurde nur noch den Regimentern der 3. SS-Panzer-Division Totenkopf als „Traditionsbezeichnung“ zugestanden.

#### Die SS-Sturmbanne
Die Bezeichnung stammt aus der SA und wurde in den übrigen NS-Organisationen übernommen. Der Sturmbann war dem Bataillon im Heer vergleichbar, konnte aus drei bis fünf Stürmen bestehen und hatte eine Personalstärke von 250 bis 600 Mann.

#### Die SS-Stürme
Ein SS-Sturm umfasste bis Oktober 1934 drei Trupps unter der Führung eines SS-Sturmführers. Er umfasste zwischen 70 und 120 Mann und bestand aus einem aktiven Teil und einer Reserveeinheit. Ihm entsprach beim Heer die Kompanie. Mit dem Anwachsen der Personalstärke der SS und der zunehmenden Übernahme der Heeresstrukturen wurde die Einführung weiterer Dienstgrade erforderlich. So wurde ab Oktober 1934 der Dienstgrad SS-Sturmführer in SS-Untersturmführer umbenannt.
Als Beispiel seien nachfolgend die Nachrichten-, Pionier- und Kraftfahrstürme der Allgemeinen SS angeführt. Der SS-Sturm einer Fußstandarte hatte seine Entsprechung in anderen SS-Gliederungen, wie der Reiter-SS und den Totenkopfstandarten.
Aber auch die Leibstandarte SS „Adolf Hitler“ und die SS-Verfügungstruppe wiesen ursprünglich Stürme auf, doch ab 1935 wurde die militärische Entsprechung in diesen SS-Gliederungen allgemein verbindlich.

##### Die SS-Nachrichtenstürme
Die Nachrichteneinheiten der Allgemeinen SS, die sogenannten SS-Nachrichtenstürme, waren ursprünglich den Fußstandarten der Allgemeinen SS zugeordnet, und ihre Mitglieder wurden spätestens 1938 faktisch der Verfügungstruppe bzw. den Totenkopfverbänden zugeteilt. Die Nachrichtenstürme unterstanden de jure einem Oberabschnittsleiter der SS.
| SS-Nachrichtensturm | Oberabschnitt | Sitz         | SS-Nachrichtensturm | Oberabschnitt    | Sitz      |
| ------------------- | ------------- | ------------ | ------------------- | ---------------- | --------- |
| 1                   | „Süd“         | München      | 11                  | „Main“           | Nürnberg  |
| 2                   | „Südwest“     | Stuttgart    | 12                  | „Ostsee“         | Stettin   |
| 3                   | „Fulda-Werra“ | Arolsen      | 13                  | „Rhein-Westmark“ | Wiesbaden |
| 4                   | „West“        | Düsseldorf   | 14                  | „Donau“          | Wien      |
| 5                   | „Mitte“       | Braunschweig | 16                  | „Weichsel“       | Danzig    |
| 6                   | „Nordsee“     | Hamburg      | 17                  | „Warthe“         | Posen     |
| 7                   | „Nordost“     | Königsberg   | 19                  | „Böhmen-Mähren“  | Prag      |
| 8                   | „Spree“       | Berlin       |                     |                  |           |
| 9                   | „Elbe“        | Dresden      |                     |                  |           |
| 10                  | „Südost“      | Breslau      |                     |                  |           |

##### Die Pionierstürme der Allgemeinen SS
Die Pioniereinheiten der Allgemeinen SS, die sogenannten Pionierstürme, waren anfänglich einer Fußstandarte der SS zugeteilt. Ihre Mitglieder wurden seit 1938 der Verfügungstruppe bzw. den Totenkopfverbänden zugeordnet. De jure unterstanden sie einem Oberabschnittsleiter der SS.
| SS-Pioniersturm | Oberabschnitt | Sitz                 | SS-Pioniersturm | Oberabschnitt    | Sitz                                   |
| --------------- | ------------- | -------------------- | --------------- | ---------------- | -------------------------------------- |
| 1               | „Süd“         | München              | 9               | „Elbe“           | Dresden                                |
| 2               | „Südwest“     | Stuttgart            | 10              | „Südost“         | Breslau                                |
| 3               | „Fulda-Werra“ | Arolsen              | 12              | „Mitte“          | Magdeburg                              |
| 4               | „West“        | Köln                 | 13              | „Rhein-Westmark“ | Frankfurt (Main)/Ludwigshafen/Weilburg |
| 5               | „Nordsee“     | Hamburg-Wilhelmsburg | 14              | „Donau“          | Wien                                   |
| 6               | „Ostsee“      | Stettin              | 15              | „Alpenland“      | Salzburg                               |
| 7               | „Nordost“     | Königsberg           | 16              | „Weichsel“       | Danzig                                 |
| 8               | „Spree“       | Berlin               |                 |                  |                                        |

##### Die SS-Kraftfahrstürme
Die motorisierten SS-Einheiten, die sogenannten SS-Kraftfahrstürme oder auch SS-Motor-Stürme, waren von 1930 bis Spätsommer 1934 de facto Teil der Motor-SA. Diese trugen allgemein die Bezeichnung Motor-SS und waren ursprünglich den Fußstandarten der Allgemeinen SS zugeordnet. De jure waren diese Einheiten jedoch seit ihrer Aufstellung autonom. Seit 1938 waren sie faktisch der Verfügungstruppe bzw. den SS-Totenkopfverbänden zugeteilt. De jure unterstanden sie einem Oberabschnittsleiter der SS.
| SS-Kraftfahrsturm' | Oberabschnitt | Sitz                                 | SS-Kraftfahrsturm | Oberabschnitt    | Sitz                                           |
| ------------------ | ------------- | ------------------------------------ | ----------------- | ---------------- | ---------------------------------------------- |
| 1                  | „Süd“         | München/Augsburg                     | 11                | „Mitte“          | Magdeburg/Hannover                             |
| 2                  | „Fulda-Werra“ | Erfurt/Frankfurt                     | 12                | „Main“           | Bamberg/Schweinfurt/Nürnberg                   |
| 3                  | „Spree“       | Berlin/Senftenberg                   | 13                | „Ostsee“         | Schwerin/Stettin                               |
| 4                  | „Nordsee“     | Hamburg/Kiel/Bremen                  | 14                | „Rhein-Westmark“ | Frankfurt (Main)/Wiesbaden- Biebrich/Pirmasens |
| 5                  | „West“        | Düsseldorf/Buer (Westfalen)/Dortmund | 15                | „Alpenland“      | Graz/Innsbruck                                 |
| 6                  | „Elbe“        | Dresden/Chemnitz                     | 16                | „Weichsel“       | Danzig/Elbing                                  |
| 7                  | „Nordost“     | Königsberg                           | 17                | „Warthe“         | Posen/Litzmannstadt                            |
| 8                  | „Donau“       | Linz/Wien                            | 19                | „Böhmen-Mähren“  | Asch/Reichenberg/Brünn                         |
| 9                  | „Südost“      | Breslau                              |                   |                  |                                                |
| 10                 | „Südwest“     | Stuttgart/Karlsruhe/Freiburg (Br.)   |                   |                  |                                                |

#### Die SS-Trupps
Ein SS-Trupp wurde aus drei Scharen gebildet und wurde bis Oktober 1934 in der Regel von einem Truppführer geführt. Er umfasste zwischen 20 und 60 SS-Männer. Im Oktober 1934 wurde der Dienstgrad „Truppführer“ in „Oberscharführer“ umgewandelt. Offiziell für alle SS-Gliederungen verbindlich, begann ab 1935 die SS-Verfügungstruppe die Heersbezeichnung zu übernehmen; ihr folgten wenig später die Leibstandarte und die Totenkopfverbände. Der SS-Trupp entsprach in der Wehrmacht dem Zug.

#### Die SS-Scharen
Eine SS-Schar bestand aus zwei SS-Rotten, konnte eine Personalstärke von 8 bis 16 Mann betragen und wurde in der Regel von einem SS-Scharführer geführt. Im Oktober 1934 wurde der Dienstgrad SS-Scharführer in SS-Unterscharführer umgewandelt. Die Bezeichnung SS-Schar wurde bei allen SS-Gliederungen verwendet. Die SS-Schar entsprach in der Wehrmacht die Gruppe mit ähnlicher Personalstärke und war der SA-Schar vergleichbar.

#### Die SS-Rotten
Eine SS-Rotte war die kleinste Einheit der Schutzstaffel. Sie umfasste vier bis acht Mann und war in der Regel einem SS-Rottenführer unterstellt. Die Bezeichnung wurde von allen SS-Gliederungen verwendet. Die SS-Rotte entsprach in der Wehrmacht dem Trupp. Die SA verwendete ebenfalls die Bezeichnung SA-Rotte.